# Macrostemum dione
Macrostemum dione är en nattsländeart som beskrevs av Malicky och Chantaramongkol in Malicky 1998. Macrostemum dione ingår i släktet Macrostemum och familjen ryssjenattsländor. Inga underarter finns listade i Catalogue of Life.